# Yonaguni
Yonaguni (japanisch 与那国島, -jima) ist eine im äußersten Südwesten Japans im Ostchinesischen Meer gelegene Insel, nur 110 km von Taiwan entfernt. Die Westspitze der Insel, Kap Irizaki, ist der westlichste Punkt Japans.
Unweit von Yonaguni wurde in den 1980er Jahren ein vor der Insel liegender terrassierter Monolith gefunden, der aufgrund seiner Geometrie und Gestalt den Anschein erweckt, von Menschenhand geschaffen worden zu sein und der als das Yonaguni-Monument bekannt geworden ist.

## Geographie

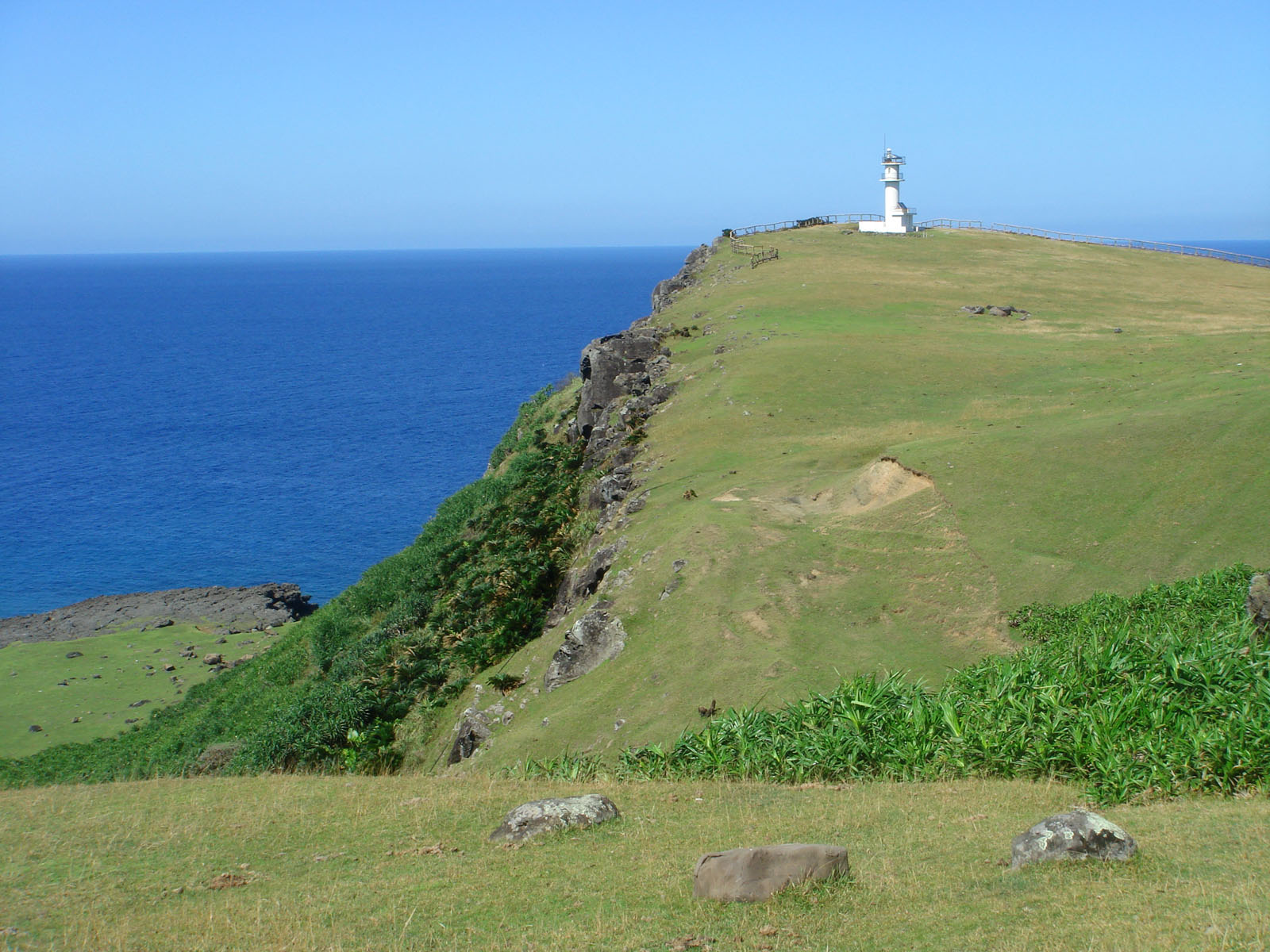
Der Leuchtturm von Agarizaki im Osten der Insel

Yonaguni wird zu den Yaeyama-Inseln gerechnet und hat eine Fläche von 28,95 km², bei einem Umfang von 26,8 km. Die Einwohnerzahl der Insel lag zum 1. Januar 2015 bei 1491 Personen in 773 Haushalten. Die höchste Erhebung der Insel ist der Urabu-dake mit einer Höhe von 231,4 m. Eine als Landschaftlich Schöner Ort ausgewiesene Felsenklippe im Norden der Insel ist Tindabana. Die westliche Landspitze der Insel bildet das Kap Irizaki und die östliche das Kap Agarizaki. Die jährliche Durchschnittstemperatur beträgt ca. 23,8 °C und die jährliche Niederschlagsmenge ca. 2350 mm. Von Januar bis Februar liegt die monatliche Durchschnittstemperatur bei 18 bis 19 °C, im Mai bis Oktober dagegen bei über 25 °C. Im Winter überwiegen Winde aus Nordnordost bis Nordost, während im Sommer Südwind herrscht. Vor allem im Juli bis September treten Taifune auf.
Auf der Insel befindet sich die Kleinstadt (chō) Yonaguni die zum Landkreis Yaeyama der Präfektur Okinawa gehört.
| Jahr          | 1995 | 2000 | 2005 | 2010 | 2015 | 2020 |
| ------------- | ---- | ---- | ---- | ---- | ---- | ---- |
| Einwohnerzahl | 1801 | 1852 | 1796 | 1657 | 1843 | 1676 |

## Geschichte
Für das 14. Jahrhundert sind Handelsbeziehungen zu Okinawa Hontō belegt. Yonaguni war bis 1522 unabhängig unter der in ihrer Existenz umstrittenen, riesenhaften Anführerin San’ai Isoba. Danach gehörte sie zum Königreich Ryūkyū und wurde 1879 mit dessen Eingliederung in Japan ebenfalls aufgenommen. Von 1945 bis 1972 war sie durch die USA besetzt. Daraus ergab sich die Besonderheit, dass die US-Besatzungsbehörden die Grenze zwischen der Air Defense Identification Zone (ADIZ) Taiwans und Japans auf den 123. östlichen Längengrad legten und somit die Westhälfte der Insel mit dem Flughafen Yonaguni Teil der ADIZ Taiwans waren. Deswegen passte Japan am 25. Juni 2010 seine eigene ADIZ durch eine lokale Erweiterung um 12 Seemeilen auf die Ausdehnung seiner Hoheitsgewässer an.
2016 errichteten die japanischen Streitkräfte auf Yonaguni einen militärischen Stützpunkt. Damit ging auch ein Anstieg der Bewohnerzahl einher.
Der Zeitpunkt der ersten Besiedelung von Yonaguni ist unklar. Sie geschah eventuell bereits in paläolithischer Zeit von Taiwan aus, da die Insel an klaren Tagen von den Bergen in Taiwab gesehen werden kann. Lange Zeit galt der Weg als unmöglich, da die Seefahrer gegen die Ausläufer des Kuroshio-Stroms anarbeiten müssten. Der japanische Archäologe Yousuke Kaifu konnte aber 2019 zeigen, dass es mit der Technik von vor 30.000 Jahren durchaus möglichwar die Insel zu erreichen. Mit einem selbstgebauten Einbaum gelang es 5 Freiwilligen in 45 Stunden von Wushibi nach Yonaguni zu paddeln.

### Unterwasserpyramiden

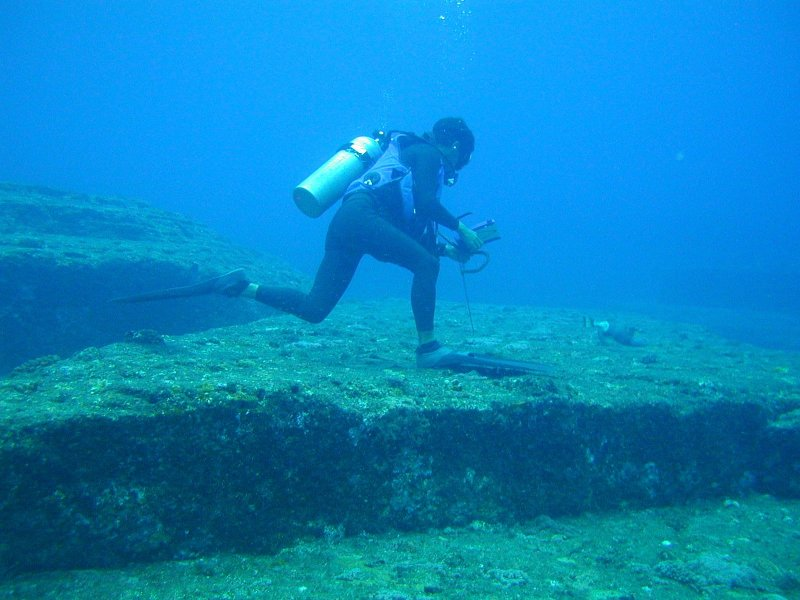
Strukturen am Meeresboden vor Yonaguni

1985 wurden von dem japanischen Taucher Kihachiro Aratake auf dem Meeresboden vor Yonaguni großflächige Strukturen mit Spuren von Flora, Fauna und Stalaktiten entdeckt. Die Struktur des Monolithen ist durchgehend rechtwinklig. Es scheint, als ob planvoll Treppen und Stufen in den Fels gehauen wurden. Es ist umstritten, ob der Monolith, der einer Pyramide ähnelt, durch natürliche Erosion in Tausenden von Jahren geformt wurde oder ob eine Frühkultur den Felsen bearbeitet hat.

## Fauna
Aufgrund der Abgeschiedenheit der Insel haben auf ihr viele Tierarten spezielle Unterarten entwickelt.
Die Insel ist eine für biogeographische Forschungen interessante Übergangszone, in der taiwanesische und Yaeyama-Landtiere gemischt vorkommen.
Endemisch ist beispielsweise die auf Bäumen lebende Reptilienunterart Diploderma polygonatum donan. Sie wird auf der Roten Liste gefährdeter Reptilien Japans aus dem Jahr 2020 als gefährdet eingestuft. „Donan“ bezieht sich auf einen alten einheimischen Namen der Insel Yonaguni, der derzeit nicht offiziell verwendet wird, sowie auf einen speziellen Likör, der auf der Insel hergestellt wird. Eine Bedrohung stellen für die Leguanartigen u. a. eingeschleppte Raubtiere wie der Blaue Pfau und das Japan-Wiesel dar. Die stark gefährdete Unterart Elaphe carinata yonaguniensi der Gekielten Kletternatter ist ebenfalls ausschließlich auf Yonaguni verbreitet. Ihre Hauptbeute ist vermutlich die von der IUCN als gefährdet eingestufte Skinkart Plestiodon kishinouyei. Die Unterart Larvivora komadori subrufus der Samtkehlnachtigall war auf Yonaguni verbreitet, sie gilt jedoch inzwischen als ausgestorben.

## Strategische Bedeutung
Yonaguni ist Teil der Ryūkyū-Inseln. Während der Schlacht um Okinawa wurde auch Yonaguni von alliierten Bomben getroffen. In der Zeit nach dem Zweiten Weltkrieg war die Insel militärisch bedeutungslos. Dies änderte sich 2022, nachdem die damalige Vorsitzende des US-Repräsentantenhauses, Nancy Pelosi, demonstrativ Taiwan besuchte, was heftige Reaktionen der Volksrepublik China zur Folge hatte. Seitdem führt China immer wieder aggressive Manöver in der Nähe von Taiwan durch und spricht unverblümt davon, Taiwan militärisch erobern zu wollen. Da Yonaguni nur 110 km von Taiwan entfernt liegt, hat die Insel plötzlich eine strategische Bedeutung. Das US-Militär möchte die Landebahn des Flughafens auf Yonaguni verlängern, den Hafen vergrößern und die Insel insgesamt militärisch verstärken.